# آدم غاينور
آدم غاينور (بالإنجليزية: Adam Gaynor)‏ هو موسيقي أمريكي، ولد في 26 نوفمبر 1963.

## وصلات خارجية
- آدم غاينور على موقع ميوزك برينز (الإنجليزية)
- آدم غاينور على موقع ديسكوغز (الإنجليزية)

- الموقع الرسمي